# Wilhelm von Kienitz
Wilhelm Ferdinand Hermann Kienitz, seit 1864 von Kienitz (* 23. März 1823 in Münster; † 16. August 1910 in Berlin) war ein preußischer Generalleutnant.

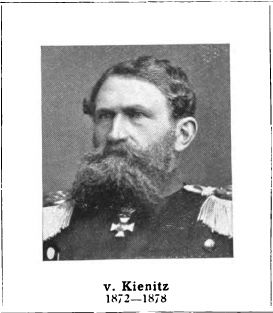
Wilhelm von Kienitz

## Leben

### Herkunft
Wilhelm war ein Sohn des Oberregierungsrates Ludwig Kienitz (1773–1851) und dessen Ehefrau Agnes, geborene Gressow († 1862).

### Militärkarriere
Nach dem Besuch des Gymnasiums in seiner Heimatstadt trat Kienitz am 20. Juni 1840 als Füsilier in das 13. Infanterie-Regiment der Preußischen Armee ein und avancierte bis Ende Oktober 1841 zum Sekondeleutnant. Von Oktober 1847 bis November 1850 war er Adjutant des I. Bataillons und stieg anschließend zum Regimentsadjutanten auf. In dieser Eigenschaft wurde er Mitte Juli 1851 mit dem Ritterkreuz des Hausordens vom Goldenen Löwen ausgezeichnet und Anfang Juni 1854 zum Premierleutnant befördert. Am 28. September 1854 folgte seine Kommandierung als Adjutant der 27. Infanterie-Brigade in Düsseldorf. Mit der Beförderung zum Hauptmann kehrte Kienitz am 9. Februar 1858 in den Truppendienst zurück und war ab Ende Juni 1858 als Kompanieführer beim I. Bataillon im 13. Landwehr-Regiment kommandiert. Dieses Kommando wurde für die Dauer der Mobilmachung anlässlich des Sardinischen Krieges 1859 unterbrochen. Während dieser Zeit fungierte er als Führer der mobilen 7. Kompanie seines Stammregiments.
Am 1. Mai 1860 wurde Kienitz als Kompanieführer zum 13. kombinierte Infanterie-Regiment kommandiert, aus dem sich Anfang Juli 1860 das 5. Westfälische Infanterie-Regiment Nr. 53 formierte. Nach kurzer Dienstzeit als Chef der 1. Kompanie in Münster wurde er am 23. Februar 1861 in das 1. Westfälische Infanterie-Regiment Nr. 13 zurück versetzt. Während des Krieges gegen Dänemark führte Kienitz seine Kompanie 1864 bei Eckernförde, Missunde, Rackebüll und beim Sturm auf die Düppeler Schanzen sowie dem Übergang nach Alsen. Für seine vor dem Feind bewiesene Tapferkeit erhob ihn König Wilhelm I. am 10. März 1864 in den erblichen preußischen Adelsstand.
Zu Beginn des Deutschen Krieges wurde er am 26. Mai 1866 Etappenkommandant in Paderborn und war vom 9. Juni bis zum 15. September 1866 Führer des mobilen II. Bataillons im Landwehr-Regiment Nr. 13. Nach dem Krieg stieg er Ende Oktober 1866 zum Major auf und wurde am 5. November 1866 zum Kommandeur des II. Bataillons im Oldenburgischen Infanterie-Regiment Nr. 91 ernannt. Während des Krieges gegen Frankreich wurde Kienitz bei Vionville verwundet und nahm an den Kämpfen bei Gravelotte, Beaune-la-Rolande, Ladon, Chateau Serquen, Montoire, Saint-Jean, Le Mans sowie vor Metz und Thionville teil. Ausgezeichnet mit dem Eisernen Kreuz II. Klasse wurde er am Tag der Kaiserproklamation in Versailles zum Oberstleutnant befördert.
Nach dem Friedensschluss erfolgte am 18. Juli 1872 seine Ernennung zum Kommandeur des 6. Rheinischen Infanterie-Regiments Nr. 68 und am 22. März 1873 die Beförderung zum Oberst. In dieser Stellung erhielt er das Ehrenkomturkreuz des Oldenburgischen Haus- und Verdienstordens des Herzogs Peter Friedrich Ludwig mit Schwertern am Ringe. und am 15. September 1877 den Kronen-Orden II. Klasse. Unter Stellung à la suite seines Regiments wurde Kienitz am 13. April 1878 mit der Führung der 28. Infanterie-Brigade in Wesel beauftragt und mit der Beförderung zum Generalmajor zum Kommandeur dieser Brigade ernannt. Am 10. Juli 1880 wurde er mit Pension zur Disposition gestellt.
Nach seiner Verabschiedung erhielt er im August 1880 den Roten Adlerorden II. Klasse mit Eichenlaub und anlässlich des 50-jährigen Stiftungsfestes des 6. Rheinischen Infanterie-Regiments Nr. 68 verlieh ihm Kaiser Wilhelm II. am 20. Juni 1910 den Charakter als Generalleutnant. Er starb wenig später unverheiratet in Berlin und wurde am 19. August 1819 auf dem Invalidenfriedhof beigesetzt.